# أرتور كريشيون
أرتور كريشيون (بالرومانية: Artur Crăciun)‏ هو لاعب كرة قدم مولدوفي في مركز الدفاع، ولد في 29 يونيو 1998 في مولدوفا. لعب مع جامعة كلوج وزمبرو تشيسيناو وميلسامي أورهي ونادي بودابست هونفيد ونادي شريف تيراسبول ونادي فيتورول كونستانتا ونادي لوكوموتيف بلوفديف.

## وصلات خارجية
- أرتور كريشيون على موقع الاتحاد الأوربي (الإنجليزية)
- أرتور كريشيون على موقع الاتحاد الأوربي (الإنجليزية)
- أرتور كريشيون على موقع قاعدة بيانات كرة القدم.إي يو (الإنجليزية)
- أرتور كريشيون على موقع ناشيونال فوتبول تيمز (الإنجليزية)
- أرتور كريشيون على موقع Soccerway.com (الإنجليزية)